# نیکو و شمشیر نورانی
نیکو و شمشیر نورانی (انگلیسی: Niko and the Sword of Light) یک مجموعه تلویزیونی انیمیشنی آمریکایی است که توسط آمازون استودیو ساخته شده است. و در ۱۵ ژانویه ۲۰۱۵ به‌نمایش درآمد. بعداً به‌عنوان یک سریال کامل انتخاب شد.
در ۴ اوت ۲۰۱۷ اعلام شد که سریال برای فصل دوم تمدید شد. نیمۀ اول فصل ۲ در ۲۷ دسامبر ۲۰۱۸ برای اولین‌بار پخش شد. این مجموعه در ۶ سپتامبر ۲۰۱۹ به پایان رسید.

## خلاصه داستان
این سریال حول محور یک پسر ۱۰ ساله به نام نیکو است که یکی از آخرین افراد در نوع خود در دنیایی عجیب و غریب است که به ماجراجویی می‌پردازد تا روشنایی را به سرزمین خود بازگرداند.